# Santuari de la Mare de Déu de Riupedrós
El Santuari de la Mare de Déu de Riupedrós és una obra de Vilaller (Alta Ribagorça) protegida com a Bé Cultural d'Interès Local.

## Descripció
Santuari situat a uns 800 metres del poble i a prop de la Noguera Ribagorçana. Es té constància d'un document del segle X que en fa menció però va ser destruït en els segles posteriors. Avui dia, en el mateix indret s'hi troba aquest santuari del 1978 construït de nou. La seva entrada d'accés és un gran arc apuntat i un òcul a la part superior de la construcció.